# Trofeo Villa de Madrid
Il Trofeo Villa de Madrid è un torneo calcistico internazionale estivo organizzato dall'Atletico di Madrid.
La prima edizione ha avuto luogo nel 1973 e l'ultima, la 29^ nel 2003. La formula è variata nel corso degli anni, si è passati dall'iniziale format a quattro squadre (in vigore fino al 1983) a successive edizioni a tre e due partecipanti.
Gli incontri della manifestazione vengono disputati nello stadio Vicente Calderón.

## Albo d'oro
| Edizione | Anno | Primo posto       | Altre partecipanti                              |
| I        | 1973 | Milan             | Atlético Madrid / Benfica / Partizan            |
| II       | 1974 | Atlético Madrid   | San Lorenzo / Újpest / Stella Rossa             |
| III      | 1975 | Atlético Madrid   | Vitória Setúbal / Vasas / Torpedo Mosca         |
| IV       | 1976 | Atlético Madrid   | RWD Molenbeek / Athletic Bilbao / Cruzeiro      |
| V        | 1977 | Milan             | Atlético Madrid / America-RJ / Athletic Bilbao  |
| VI       | 1978 | River Plate       | Atlético Madrid / Derby County / Rayo Vallecano |
| VII      | 1979 | Stoccarda         | Atlético Madrid / Grasshoppers / Real Sociedad  |
| VIII     | 1980 | Atlético Madrid   | CSKA Sofia / Ajax / Sport Recife                |
| IX       | 1981 | Independiente     | Atlético Madrid / Honduras / Vasco da Gama      |
| X        | 1982 | Borussia Dortmund | Atlético Madrid / Pumas UNAM / Atlético Mineiro |
| XI       | 1983 | Atlético Madrid   | Valencia / Siviglia / Sporting Gijón            |
| XII      | 1984 | PSV               | Atlético Madrid / Sporting Lisbona              |
| XIII     | 1985 | Atlético Madrid   | Grêmio                                          |
| XIV      | 1986 | Atlético Madrid   | Flamengo                                        |
| XV       | 1987 | Liverpool         | Atlético Madrid                                 |
| XVI      | 1988 | Werder Brema      | Atlético Madrid                                 |
| XVII     | 1989 | Atlético Madrid   | Dinamo Bucarest / Tottenham                     |
| XVIII    | 1990 | Atlético Madrid   | Stella Rossa                                    |
| XIX      | 1991 | Milan             | Atlético Madrid                                 |
| XX       | 1992 | Atlético Madrid   | San Paolo                                       |
| XXI      | 1993 | Atlético Madrid   | Rayo Vallecano / Vasco da Gama                  |
| XXII     | 1994 | Atlético Madrid   | Colonia                                         |
| XXIII    | 1995 | Atlético Madrid   | Newell's Old Boys                               |
| XXIV     | 1996 | Atlético Madrid   | Stella Rossa                                    |
| XXV      | 1997 | Atlético Madrid   | Inter                                           |
| XXVI     | 1998 | Atlético Madrid   | Lazio                                           |
|          | 1999 | non disputato     |                                                 |
| XXVII    | 2000 | Atlético Madrid   | Flamengo                                        |
|          | 2001 | non disputato     |                                                 |
| XXVIII   | 2002 | Chievo            | Atlético Madrid                                 |
| XXIX     | 2003 | Atlético Madrid   | Boca Juniors                                    |